# Versöhnungskirche (Lechfeld)
Die Versöhnungskirche ist eine evangelisch-lutherische Pfarrkirche, die zwischen der Bundesstraße 17 und dem Fliegerhorst Lechfeld in Lagerlechfeld im südlichen Landkreis Augsburg liegt. Erbaut zwischen 1965 und 1966 nach den Plänen des Architekten Theodor Henzler, gilt sie als erste Garnisonkirche der evangelischen Militärseelsorge in Bayern und gehört zum Evangelisch-Lutherischen Dekanat Augsburg. Ende 2024 wurde die Anlage neu in die Bayerische Denkmalliste aufgenommen.

## Geschichte
Die Geschichte der evangelischen Kirche auf dem Lechfeld ist eng mit der Entwicklung des Militärstützpunktes verbunden. Anfangs erfolgte die Betreuung der Gläubigen durch das Pfarramt Königsbrunn. Gottesdienste wurden in den Räumen des Stützpunktes abgehalten. Mit dem Einzug der Bundeswehr gab es ab 1957 für die evangelischen Soldaten zudem einen Standortpfarrer. Da die vorhandenen Räumlichkeiten für die wachsende Zahl an Gläubigen nicht mehr ausreichten und sich zudem ein ziviles evangelisches Gemeindeleben entwickelte, erklärte sich das Verteidigungsministerium schließlich bereit, die Baukosten für ein neues Gemeindezentrum zu übernehmen. Das neue Kirchengebäude sollte als Bindeglied zwischen der Kaserne und dem angrenzenden Wohngebiet dienen und zugleich als Begegnungsstätte für Soldaten und Zivilpersonen fungieren. Der Grundstein wurde am 19. September 1965 gelegt und die Kirche wurde nach etwas mehr als einem Jahr Bauzeit am 3. November 1966 eingeweiht.
1967 erfolgte die Gründung der Militärkirchengemeinde Lagerlechfeld, aus der sich bis 1969 die Evangelisch-lutherische Kirchengemeinde Versöhnungskirche Lechfeld entwickelte.

## Architektur
Die Anlage zeichnet sich durch eine rechteckige Grundstruktur aus. Der Zugang zum Innenhof erfolgt durch den campanileartigen Glockenturm, der als Betonbau mit quadratischem Grundriss und steilem Zeltdach ausgeführt ist. Der Innenhof ist mit zweifarbigem Pflaster gestaltet. Zudem gibt es ein Brunnenbecken mit einer Mosaikdarstellung von Jona im Walbauch sowie ein Wandmosaik, das eine biblische Szene zeigt.
Im nördlichen Bereich des Innenhofs befindet sich die Saalkirche mit Krypta. Dieses fensterlose, quaderförmige Klinkergebäude folgt annähernd einem quadratischen Grundriss, die Fassade ist plastisch gegliedert und besitzt ein Faltdach. Im Osten der Saalkirche ist eine unterkellerte Sakristei untergebracht.
Gegenüber am südlichen Ende des Innenhofs befindet sich seit 2015 ein neu errichtetes Gemeindehaus.

## Verbindung zur Kathedralgemeinde von Coventry
Der Name „Versöhnungskirche“ geht vermutlich auf die Initiative des Standortpfarrers Heinz-Joachim Remus zurück. Er wollte das Versöhnungswerk in Anlehnung an die im Zweiten Weltkrieg durch die deutsche Luftwaffe zerstörte Kathedrale von Coventry aufnehmen und weiterführen.
Bei der Einweihung der Kirche brachte Reverend Wilson von der anglikanischen Kirche von Coventry eine Nachbildung des Nagelkreuzes mit, die in der Mitte des Altars aufgestellt wurde. Eine größere Kopie befindet sich auf dem Dach des Glockenturms. Die Kirche gehört damit zu den weltweit über 160 ökumenischen Nagelkreuzgemeinschaften.
Seit 2017 ist an der Wand des Innenhofs ein weiteres Nagelkreuz aus Coventry angebracht. Es bildet die zweite Station des Friedensweges auf dem Lechfeld.